# BK Krasnyj Oktjabr Wolgograd
Basketbolnyj kloeb Krasnyj Oktjabr Wolgograd (Russisch: Баскетбольный клуб Красный Октябрь Волгограда) is een professionele basketbalclub uit de Russische stad Wolgograd.

## Geschiedenis
De club is opgericht in 2012 op initiatief van de uitvoerend directeur van de Wolgograd metallurgische installaties Rode Oktober, Dmitri Gerasimenko. De naam Krasnyj Oktjabr betekent Rode Oktober. Het team speelt in het seizoen 2012-13 in de Russische superliga B. Vanaf het seizoen 2013-14 speelt de club in de VTB United League. Sinds het seizoen 2016-17 speelt Krasnyj Oktjabr niet meer in de VTB United League vanwege te weinig capaciteit van de thuis arena van 2.500 toeschouwers. De VTB United League eist een sporthal met een capaciteit van minimaal 3.000 toeschouwers.

## Bekende (oud)-spelers
- Fjodor Licholitov
- Anton Ponkrasjov
- Dmitri Sokolov
- Vasili Zavoroejev
- Willie Deane
- Von Wafer

## Bekende (oud)-coaches
- Andrej Laletin (2012-2013)
- Valentyn Berestnjev (2013-2014)
- Dirk Bauermann (2014-2015)
- Kyryll Bolsjakov (2015-2016)